# Liebenbergite
La liebenbergite est un minéral de la famille des silicates, appartenant au groupe de l'olivine. Il a été nommé d'après William Ronald Liebenberg, directeur général adjoint de l'Institut National de Métallurgie d'Afrique du Sud.

## Caractéristiques
La liebenbergite est un nésosilicate de formule chimique (Ni,Mg)2SiO4. Elle cristallise dans le système orthorhombique. Sa dureté sur l'échelle de Mohs est de 6.

## Classification
Selon la classification de Nickel-Strunz, la liebenbergite appartient à "9.AC - Nésosilicates sans anions additionnels ; cations en coordination octaédrique [6]" avec les minéraux suivants : fayalite, forstérite, glaucochroïte, kirschsteinite, laihunite, téphroïte, monticellite, brunogeierite, ringwoodite et chesnokovite.

## Formation et gisements
Ellea été découverte en 1973 dans la mine de talc Scotia à Bon Accord, Barberton (Province du Mpumalanga, Afrique du Sud). Elle a également été décrite à Helbra (Saxe-Anhalt, Allemagne), Agios Konstantinos (Grèce) et à Vryburg (Province du Nord-Ouest, Afrique du Sud).